# Burmistrzowie Jasła
Pierwszym burmistrzem Jasła znanym z nazwiska był Maciej Lempicki, który sprawował tę funkcję w 1531 roku.
Burmistrzowie miasta Jasła od 1861 roku:
| Burmistrz                                  | od   | do      |
| ------------------------------------------ | ---- | ------- |
| Jakub Głuchowski                           | 1861 | 1865    |
| Ludwik Piła                                | 1866 | 1867    |
| Antoni Koralewski                          | 1867 | 1871    |
| Józef Biesiadzki                           | 1871 | 1874    |
| Antoni Koralewski (po raz drugi)           | 1875 | 1879    |
| Stefan Majewski                            | 1879 | 1880    |
| Apolinary Przyłęcki                        | 1880 | 1884    |
| Antoni Koralewski (po raz trzeci)          | 1884 | 1887    |
| Alojzy Metzger                             | 1888 | 1900    |
| Andrzej Pawłowski                          | 1901 | 1906    |
| Alojzy Metzger (po raz drugi)              | 1906 | 1909    |
| Franciszek Józef Baranowski                | 1909 | 1914    |
| Józef Bernacki                             | 1914 | 1914    |
| Jan Wilusz                                 | 1915 | 1918    |
| Franciszek Józef Baranowski (po raz drugi) | 1918 | 1921    |
| Jan Wilusz (po raz drugi)                  | 1921 | 1931    |
| Jerzy Ligocki                              | 1931 | 1933    |
| Józef Żelazny                              | 1933 | 1939    |
| Stanisław Macudziński                      | 1939 | 1940    |
| Jan Pyrek                                  | 1940 | 1944    |
| Stanisław Kuźniarski                       | 1945 | 1946    |
| Józef Krzyżowski                           | 1946 | 1949    |
| Tomasz Mazur                               | 1949 | 1950    |
| Józef Krzyżowski (po raz drugi)            | 1950 | 1961    |
| Józef Zychowicz                            | 1961 | 1976    |
| Jan Magnowski                              | 1976 | 1982    |
| Jan Szweda                                 | 1982 | 1990    |
| Andrzej Kachlik                            | 1990 | 1994    |
| Janusz Rak                                 | 1994 | 1997    |
| Andrzej Czernecki                          | 1997 | 2006    |
| Maria Kurowska                             | 2006 | 2010    |
| Andrzej Czernecki (po raz drugi)           | 2010 | 2014    |
|                                            |      |         |
| Ryszard Pabian                             | 2014 | 2024    |
|                                            |      |         |
| Adam Kostrząb                              | 2024 | obecnie |